# フランクとルイ
フランクとルイ (英:Frank and Louie、Frankenlouie、1999年9月 - 2014年12月4日）は、アメリカ合衆国の二顔体の猫の個体である。こうした顔が二つある猫は、ローマ神話の二つの顔を持つ神ヤヌスにちなみ、「ヤヌス猫」と呼ばれている。2012年、フランクとルイは、『ギネス世界記録』に世界最高齢のヤヌス猫として記録された。

## 生涯
フランクとルイは1999年9月に生まれた。品種はラグドールだった。この子猫は二顔体（diprosopus）と呼ばれる顔が二つの状態で生まれたため、ブリーダーは子猫をタフツ大学カミングス校獣医学部に持ち込んだ。二顔体の動物は通常、数日以内に死ぬため、子猫は当初数日以上生きることはないと予想されていた。ブリーダーが猫を獣医学部に持ち込んだのも、安楽死させるためであったという。
しかし、動物看護師のマーサ・マーティ・スティーブンス (Martha "Marty" Stevens)は猫を家に連れて帰り、手をつくして世話をして、三ヶ月にわたって経管栄養を行った。フランクとルイはやがて自力でものを食べることができるようになり、成長していった。 
フランクとルイは一つの脳しか持っていなかったが、二つの顔、二つの口、二つの鼻、三つの青い目を持っていた。この猫は、一つしか機能する口を持たず、もう一つの口には下の顎がついていなかった。食道は一つであり、両顎のついている口とつながっていた。中央の目は機能していず、瞬きすることもできなかった。そのため、フランクとルイは、他の二つの目を閉じているときも、じっと見つめているように見えたという。ただし、鼻は二つとも正常であった。
2012年、『ギネス世界記録』はフランクとルイを世界最高齢のヤヌス猫として記録した。ほとんどのヤヌス猫は数日内に死んでしまっているため、これは稀な記録として認められたのである。カミングス校獣医学部のアルメル・デラフォケード (Armelle deLaforcade) は、「この状態はそれ自体として珍しいし、私は、この猫が成猫、それも健康な成猫となったことは驚くべきことだと考える」と述べている。ミズーリ大学獣医学部の准教授レスリー・A・ライオンズも、フランクとルイが長生きしたことを「素晴らしい」ことだと評した。
成長したフランクとルイの性格について、飼い主のスティーブンスは、「とてもとてものんびりとした性格で、人を恐れず、とても友好的で、実際には猫というよりは犬のようだったわ。フランクとルイは紐につながれて散歩したんだもの」と説明している。
2014年11月、フランクとルイの健康は悪化した。スティーブンスは フランクとルイをふたたびカミングス校獣医学部へと連れて行った。そこで彼女は、フランクとルイがおそらく進行性のガンにかかっていると聞かされた。フランクとルイが苦しんでいるようだったため、スティーブンスは彼を安楽死させることに決めた。スティーブンスはフランクとルイの死を悲しみつつも、別のヤヌス猫に出会うことがあれば、引き取ることを厭わないと述べたという。